# 伯勒伯內什蒂鄉 (加拉茨縣)
46°06′N 27°43′E / 46.100°N 27.717°E
伯勒伯內什蒂鄉（羅馬尼亞語：Comuna Bălăbănești, Galați），是羅馬尼亞的鄉份，位於該國東部，由加拉茨縣負責管轄，面積26平方公里，海拔高度126米，2007年人口2,236，人口密度每平方公里87人。